# Rossia mollicella
Rossia mollicella is een inktvis die voorkomt in het westen van de Stille Oceaan, ten zuiden van Sendai Bay, Japan. De soort komt voor op het continentaal plat en in de bovenste bathypelagische zone.
R. mollicella leeft op een diepte van 729 tot 805 m.
R. mollicella bereikt een mantellengte van ongeveer 36 mm of 40 mm.
Het soorttype is verzameld uit de prefectuur Wakayama, Japan. Het bevindt zich in het National Museum of Natural History in Washington, D.C..